# Reggatta de Blanc
Reggatta de Blanc és el segon àlbum del grup britànic The Police, publicat a finals de 1979, i conté l'èxit «Message in a Bottle». El títol de l'àlbum és una pseudo-traducció de la frase «reggae de blancs».

## Enregistrament
L'àlbum fou enregistrat en consola de 24 canals als estudis Surrey Sound. I com indica el títol, té una forta influència del reggae, sobretot expressat a diversos temes com «Walking on the Moon», que després el van llançar com a senzill i va arribar al primer lloc a la llista del Regne Unit. La producció va recaure en Nigel Gray, amb l'ajuda de tota la banda.
El disc fou gravat i acabat en temps rècord, atès que els va caldre dues setmanes, en comparació amb Outlandos d'Amour, que van trigar sis mesos a acabar-lo.

### Estil
El disc té un senzill que va arribar a ser número 1 a la llista britànica: «Message in a Bottle». Altres temes que van ser molt destacats són «Reggatta De Blanc», que va rebre el premi Grammy el 1981 a la millor interpretació instrumental; «Deathwish», una emotiva cançó new wave; «Bring On the Night», una cançó que tracta sobre l'execució de Gary Gilmore.
Quant a l'estructura i la composició de les cançons, és el disc de The Police on més participen els seus tres integrants de manera equitativa. Hi trobem Sting a la veu i al baix, Stewart Copeland a la bateria i Andy Summers a la guitarra.

## Llista de cançons
1. «Message in a Bottle» (Sting) – 4:50
2. «Reggatta De Blanc» (Stewart Copeland / Sting / Andy Summers) – 3:06
3. «It's Alright for You» (Stewart Copeland / Sting) – 3:13
4. «Bring On the Night» (Sting) – 4:16
5. «Deathwish» (Stewart Copeland / Sting / Andy Summers) – 4:13
6. «Walking on the Moon» (Sting) – 5:02
7. «On Any Other Day» (Stewart Copeland) – 2:57
8. «The Bed's Too Big Without You» (Sting) – 4:26
9. «Contact» (Stewart Copeland) – 2:38
10. «Does Everyone Stare» (Stewart Copeland) – 3:52
11. «No Time This Time» (Sting) – 3:17

## Personal
- Sting: Veu principal i cors, baix sense trasts
- Andy Summers: Guitarres, teclats i cors
- Stewart Copeland: Bateria, veu principal i cors a «On Any Other Day», piano a «Does Everyone Stare»[5]